# Philotartessus wisselensis
Philotartessus wisselensis är en insektsart som beskrevs av Evans 1981. Philotartessus wisselensis ingår i släktet Philotartessus och familjen dvärgstritar. Inga underarter finns listade i Catalogue of Life.